# Amittaj
Amittaj (hebreiska: אֲמִתַּי) var enligt Bibeln far till profeten Jona. Han kom från Gat Hefer (i nyare översättning Gat-Hachefer), i nordlig riktning från Nasaret. Hans namn betyder "min sanning" på hebreiska.